# Epidiaspis praecepta
Epidiaspis praecepta är en insektsart som beskrevs av Ferris 1941. Epidiaspis praecepta ingår i släktet Epidiaspis och familjen pansarsköldlöss.
Artens utbredningsområde är Panama. Inga underarter finns listade i Catalogue of Life.